# Siphosturmia baccharis
Siphosturmia baccharis là một loài ruồi trong họ Tachinidae.